# Tour de França de 1988
L'edició del Tour de França de 1988, 75a edició de la cursa francesa, es disputà entre el 4 i el 24 de juliol de 1988, amb un recorregut de 3.286 km distribuïts en un pròleg i 22 etapes, una d'elles amb dos sectors. D'aquestes, 5 foren contrarellotges, una per equips i 4 individuals. En aquesta ocasió el pròleg era més aviat un preludi perquè tan sols tenia un km, sent aquesta l'etapa més curta de la història del Tour de França.
Hi van prendre part 22 equips, amb un total de 198 corredors, dels quals 151 arribaren a París. Jacques Goddet deixa la direcció del Tour després de més de 50 anys al capdavant, des que el 1936 agafés les regnes d'Henri Desgrange.
Després de perdre el Tour per tan sols 40 segons, Pedro Delgado tornava el 1988 amb ganes de guanyar la ronda gal·la i després d'haver entrenat al Giro d'Itàlia i no a la Vuelta a Espanya.
Delgado es posaria líder després de l'etapa a l'Aup d'Uès i ja no deixaria el mallot groc fins a l'Avinguda dels Camps Elisis de París. Amb tot, la seva victòria es va veure esquitxada per un cas de positiu en un control antidopatge per un medicament, la promenicida, que no formava part de la llista de productes prohibits per l'UCI i això li va permetre continuar en cursa.
Fabio Parra es convertí en el primer, ciclista sud-americà en pujar al podi del Tour, èxit que sols ha repetit Nairo Quintana l'any 2013.

## Resultats

### Classificació general
| Classificació General                   | Classificació General | Classificació General | Classificació General | Classificació General |
| --------------------------------------- | --------------------- | --------------------- | --------------------- | --------------------- |
| 1.                                      | Pedro Delgado         | Reynolds              | 84h 27' 53"           |                       |
| 2.                                      | Steven Rooks          | PDM-Ultima-Concorde   | + 7' 13"              |                       |
| 3.                                      | Fabio Parra           | Kelme                 | + 9' 58"              |                       |
| 4.                                      | Steve Bauer           | Weinmann-La Suisse    | + 12' 15"             |                       |
| 5.                                      | Eric Boyer            | Systeme U             | + 14' 04"             |                       |
| 6.                                      | Luis Herrera          | Café de Colombia      | + 14' 36"             |                       |
| 7.                                      | Ronan Pensec          | Z-Peugeot             | + 16' 52"             |                       |
| 8.                                      | Álvaro Pino           | B.H.                  | + 18' 36"             |                       |
| 9.                                      | Peter Winnen          | Panasonic-Isostar     | + 19' 12"             |                       |
| 10.                                     | Denis Roux            | Z-Peugeot             | + 20' 08"             |                       |
| 198 participants, 151 acabaren la cursa |                       |                       |                       |                       |

### Gran Premi de la Muntanya
| 1r | Steven Rooks       | PDM-Ultima-Concorde | 326 pts |
| 2n | Gert-Jan Theunisse | PDM-Ultima-Concorde | 248 pts |
| 3r | Pedro Delgado      | Reynolds            | 223 pts |

### Classificació de la Regularitat
| 1r | Eddy Planckaert | A.D.R-Mini Flat-IOC | 278 pts |
| 2n | Davis Phinney   | 7 Eleven-Hoonved    | 193 pts |
| 3r | Seán Kelly      | KAS-Canal 10-Mavic  | 183 pts |

### Classificació dels joves
| 1. | Erik Breukink | Panasonic-Isostar   | 84h 50' 59" |
| 2. | Raúl Alcalá   | 7 Eleven-Hoonved    | + 8' 08"    |
| 3. | Janus Kuum    | A.D.R-Mini Flat-IOC | + 15' 47"   |

### Classificació per equips
| 1r | PDM       |
| 2n | BH        |
| 3r | Z-Peugeot |

## Etapes
| Etapa  | Data         | Recorregut                        | km       | Vencedor d'etapa     | Líder de la general |
| ------ | ------------ | --------------------------------- | -------- | -------------------- | ------------------- |
| Pròleg | 3 de juliol  | Pornichet-La Baule                | 1 (CRI)  | Guido Bontempi       | Guido Bontempi      |
| 1ª     | 4 de juliol  | Pontchâteau-Machecoul             | 91,5     | Steve Bauer          | Steve Bauer         |
| 2ª     | 4 de juliol  | La Haie-Fouassière-Ancenis        | 48 (CRE) | Panasonic            | Teun Van Vliet      |
| 3ª     | 5 de juliol  | Nantes-Le Mans                    | 213,5    | Jean Paul Van Poppel | Teun Van Vliet      |
| 4ª     | 6 de juliol  | Le Mans-Évreux                    | 158      | Acacio da Silva      | Teun Van Vliet      |
| 5ª     | 7 de juliol  | Neufchâtel-en-Bray-Liévin         | 147,5    | Jelle Nijdam         | Henk Lubberding     |
| 6ª     | 8 de juliol  | Liévin-Wasquehal                  | 52 (CRI) | Sean Yates           | Jelle Nijdam        |
| 7ª     | 9 de juliol  | Wasquehal-Reims                   | 225,5    | Valerio Tebaldi      | Jelle Nijdam        |
| 8ª     | 10 de juliol | Reims-Nancy                       | 219      | Rolf Golz            | Steve Bauer         |
| 9ª     | 11 de juliol | Nancy-Estrasburg                  | 160,5    | Jérôme Simon         | Steve Bauer         |
| 10ª    | 12 de juliol | Belfort-Besançon                  | 149,5    | Jean Paul Van Poppel | Steve Bauer         |
| 11ª    | 13 de juliol | Besançon-Morzine                  | 232      | Fabio Parra          | Steve Bauer         |
| 12ª    | 14 de juliol | Morzine-Aup d'Uès                 | 227      | Steven Rooks         | Pedro Delgado       |
| 13ª    | 15 de juliol | Grenoble-Villard de Lans          | 38 (CRI) | Pedro Delgado        | Pedro Delgado       |
| 14ª    | 17 de juliol | Blagnac-Guzet-Neige               | 163      | Massimo Ghirotto     | Pedro Delgado       |
| 15ª    | 18 de juliol | Saint Girons-Luz Ardiden          | 187,5    | Laudelino Cubino     | Pedro Delgado       |
| 16ª    | 19 de juliol | Tarbes-Pau                        | 38       | Adri Van der Poel    | Pedro Delgado       |
| 17ª    | 19 de juliol | Pau-Bordeus                       | 210      | Jean Paul Van Poppel | Pedro Delgado       |
| 18ª    | 20 de juliol | Ruelle sur Touvre-Llemotges       | 93,5     | Gianni Bugno         | Pedro Delgado       |
| 19ª    | 21 de juliol | Llemotges-Puy de Dôme             | 188      | Johnny Weltz         | Pedro Delgado       |
| 20ª    | 22 de juliol | Clarmont-Ferrand-Chalon-sur-Saône | 223,5    | Thierry Marie        | Pedro Delgado       |
| 21ª    | 23 de juliol | Santenay                          | 46 (CRI) | Juan Martínez Oliver | Pedro Delgado       |
| 22ª    | 24 de juliol | Nemours-París                     | 172,5    | Jean Paul Van Poppel | Pedro Delgado       |

## Equips Participants
| Equip            | Cap de files          |
| Carrera          | Urs Zimmermann        |
| PDM              | Steven Rooks          |
| Toshiba          | Jean François Bernard |
| Systeme U        | Laurent Fignon        |
| Café de Colombia | Luis Herrera          |
| BH               | Anselmo Fuerte        |
| 7 Eleven-Hoonved | Andrew Hampsten       |
| Caja Rural-Orbea | Marino Lejarreta      |
| Hitachi-Bosal    | Claude Criquelion     |
| Chateau d'Ax     | Gianni Bugno          |
| Fagor            | Robert Millar         |

| Equip              | Cap de files    |
| Panasonic-Isostar  | Erik Breukink   |
| Z-Peugeot          | Ronan Pensec    |
| Teka               | Raymund Dietzen |
| KAS-Canal 10       | Sean Kelly      |
| RMO-Liberia-Mavic  | Patrice Esnault |
| Superconfex-Yoko   | Rolf Golz       |
| Reynolds           | Pedro Delgado   |
| Kelme              | Fabio Parra     |
| Weinmann-La Suisse | Niki Ruttimann  |
| ADR-Mini Flat      | Dirk Demol      |
| Sigma-Fina         | Hennie Kuiper   |